# Eudistoma obscuratum
Eudistoma obscuratum är en sjöpungsart som först beskrevs av Van Name 1902.  Eudistoma obscuratum ingår i släktet Eudistoma och familjen Polycitoridae. Inga underarter finns listade i Catalogue of Life.